# Fabrizio Della Fiori
Fabrizio Della Fiori (Formigara, 1 de setembro de 1951) é um ex-basquetebolista italiano que integrou a seleção italiana que conquistou a medalha de prata disputada nos XXII Jogos Olímpicos de Verão realizados em Moscou em 1980.